# Chimonocalamus burmaensis
Chimonocalamus burmaensis är en gräsart som först beskrevs av Chi Son Chao och Stephen Andrew Renvoize, och fick sitt nu gällande namn av De Zhu Li. Chimonocalamus burmaensis ingår i släktet Chimonocalamus och familjen gräs.
Artens utbredningsområde är Burma. Inga underarter finns listade i Catalogue of Life.